# Bannoù-Heol
Bannoù-heol est une maison d'édition en langue bretonne.

## Histoire
La maison d'édition est fondée en 1999,.

## Organisation
Elle est dirigée par Arnaud Elégoët.

## Publications
La maison d'édition édite principalement des livres pour enfants et des albums de bande dessinée.

### Série en breton
- Titeuf[2] ;
- Thorgal[3] ;
- Petit Ours Brun[2] ;
- Boule et Bill[2].

### Autres productions
- puzzles[4].